# Mimela celebica
Mimela celebica är en skalbaggsart som beskrevs av Ohaus 1913. Mimela celebica ingår i släktet Mimela och familjen Rutelidae. Inga underarter finns listade i Catalogue of Life.